# Вирсавия у фонтана
«Вирсавия у фонтана» (нем. Bathseba am Springbrunnen) — картина маслом по дереву фламандского художника Питера Пауля Рубенса, написанная около 1635 года на библейский сюжет об истории знакомства царя Давида и Вирсавии. Считается, что моделью женщины, которую возжелал царь Израиля, из-за чего погубил её мужа, послужила вторая жена художника Елена Фоурман, c которой он сочетался браком в 1630 году. Она была значительно моложе Рубенса, скрасила последнее десятилетие его жизни и стала моделью и прообразом ряда картин мастера.
Картина находится в собрании Галереи старых мастеров в Дрездене, Германия, куда попала в 1749 году. С этого времени она была дважды прострелена: в 1849 и 1920 годах во время общественных волнений.

## История

### Источник сюжета
Сюжетом картины послужила библейская история, подробно описанная в 11-й главе Второй книги Царств. Вирсавия была красивой женой Урии Хеттеянина, одного из второстепенных военачальников в гвардии царя Давида: «Однажды под вечер Давид, встав с постели, прогуливался на кровле царского дома и увидел с кровли купающуюся женщину; а та женщина была очень красива» (2Цар. 11:2). Последний воспылал к ней страстью и впал во грех, добившись гибели её мужа. Для этого он написал командиру армии, Иоаву, письмо, в котором приказал поставить Урию там, где будет «самое сильное сражение, и отступите от него, чтоб он был поражен и умер» (2Цар. 11:15). Эта история послужила сюжетом для многих произведений искусства. Вирсавия обычно изображалась обнажённой, хотя более ранние художники Ренессанса показывали её одетой и просто моющей руки или ноги. Зачастую за туалетом ей помогают слуги. Давид подглядывает издалека, обычно с балкона или башни. Иногда Вирсавию изображают с письмом в руках, либо рядом с посланником, передающим письмо, хотя Библия не указывает на эту деталь.

### Создание и судьба картины

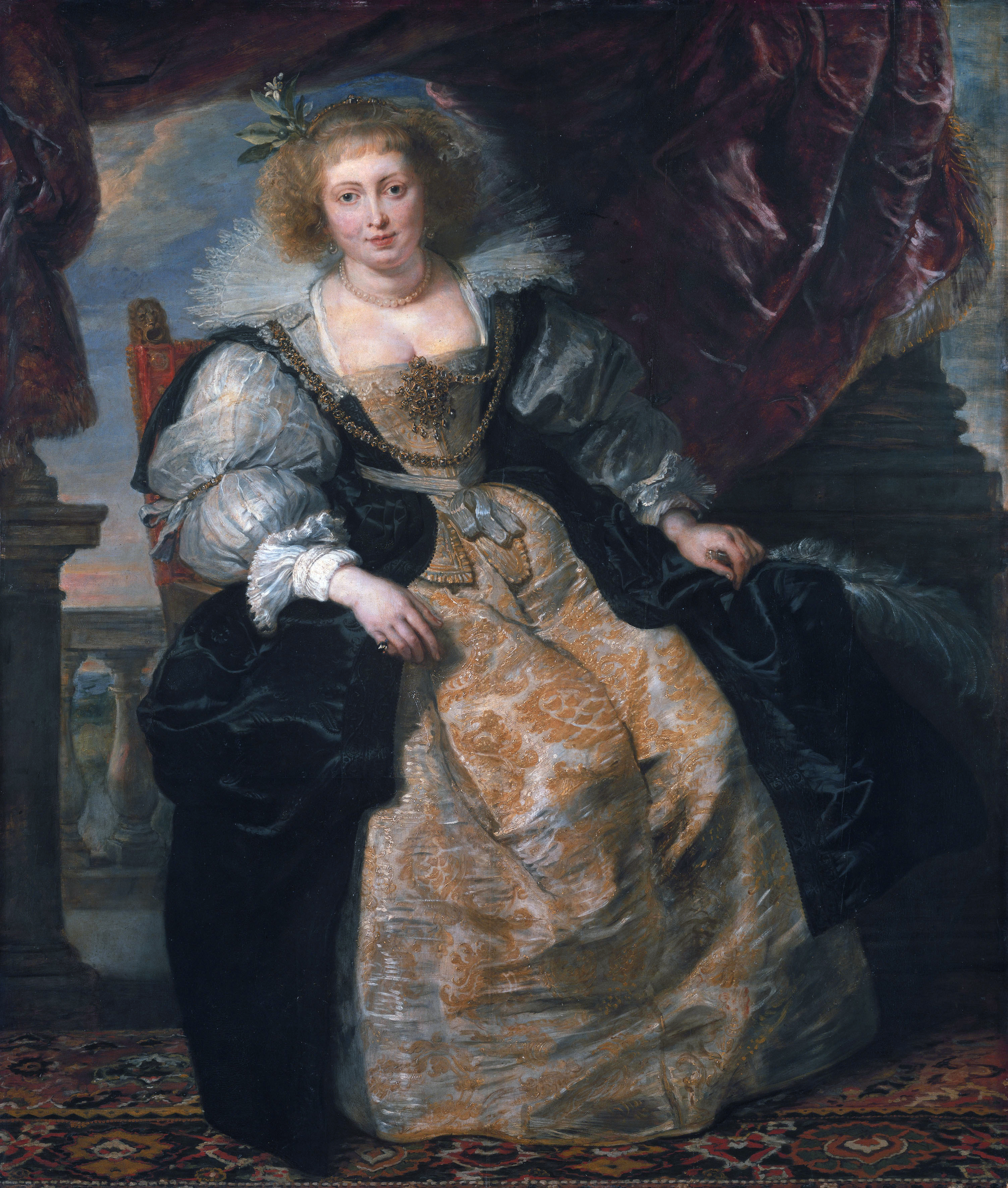
Питер Пауль Рубенс. «Портрет Елены Фоурман», Мюнхен, Старая пинакотека

Картина создана около 1635 года. Считается, что моделью Вирсавии послужила вторая жена Рубенса Елена Фоурман, бывшая до смерти художника его любимой музой. После смерти первой жены Изабеллы Брант, скончавшейся в июле 1626 года от эпидемии чумы, Рубенс на несколько лет отошёл от систематических занятий живописью, хотя мастерская продолжала работать по многочисленным заказам. В этот период он посвятил себя дипломатической службе и политике. Считается, что дипломатические поручения и связанные с ними поездки позволили сгладить переживания от утраты любимой жены и возродить его мастерство. 6 декабря 1630 года Рубенс женился на Елене: ему было 53 года, а его жене — 16, она была практически ровесницей его сына Альберта. Девушка была десятым ребёнком в состоятельной семье, и Рубенс впервые запечатлел её ещё в 11-летнем возрасте для полотна «Воспитание Богородицы». В литературе отмечается, что после вступления в счастливый второй брак художник стал больше писать «для себя», создавая с жены десятки зарисовок и портретов, причём высокого эротического стиля («Подножка», «Шубка»). По некоторым подсчётам Рубенс изобразил жену на 19 картинах, однако другие исследователи возражают, что, строго говоря, к их числу можно отнести лишь около 6 портретов. Несмотря на общепризнанность того, что Вирсавия несёт на себе черты жены автора, немецкий историк искусства Харальд Маркс (Harald Marx) отмечал, что буквальное отождествление не совсем точно. Здесь скорее представлен обобщённый излюбленный женский тип художника, отмеченный влиянием образа его молодой жены. Елена в то время многими считалась красавицей, но по современным понятиям её вряд ли можно отнести к эталону женской красоты, как и вообще тип «рубенсовских женщин». По поводу критики идеалов женской красоты художника Гёте писал: «То, что художник не любил, не любит, он не должен описывать. Вы находите рубенсовских женщин слишком мясистыми! А я скажу вам, что это были его женщины, и если бы он населил идеалами небо и ад, воздух, землю и море, он был бы плохим супругом и никогда не возникла бы крепкая плоть от его плоти и кость от его кости».
Картина находится в собрании Галереи старых мастеров в Дрездене, куда она попала в 1749 году из Парижа. Там в неё дважды попадали пули, после чего она реставрировалась. Первый такой случай произошёл в мае 1849 года в ходе Дрезденского восстания во время Революции 1848—1849 годов в Германии, когда правительственные войска заняли Дрезденскую галерею и вели огонь по восставшим. Второе повреждение было нанесено 15 марта 1920 года при подавлении Капповского путча. Он был организован правыми политиками и военными в 1920 году против демократического правительства Веймарской республики. Против переворота выступили рабочие, которые оказали сопротивление заговорщикам. Эти события затронули и Дрезден, где произошли вооружённые столкновения между солдатами рейхсвера и рабочими на Почтовой площади. Солдаты вели стрельбу из здания Цвингера, где находилось собрание картин, а их противники отвечали им огнём из помещений городского телеграфа. В результате перестрелки одна из пуль попала в «Вирсавию у фонтана». По этому поводу инспектором галереи Андресом был составлен рапорт, где указывалось: «Залетевшая через окно пуля попала в картину — в волосы Вирсавии, пробив отверстие длиной в три и шириной в один сантиметр с небольшими отпадениями краски вокруг отверстия». Во второй половине марта реставрацию провёл Теодор Краузе, который поместил с обратной стороны доски планку, заполнил входное отверстие кусочком дерева и загрунтовал его. Также согласно его докладу на место повреждённого «красочного слоя нанесена соответствующая оригиналу краска, картина очищена от грязи и покрыта лаком». 27 марта директор галереи доктор Поссе доложил, что «картина целиком и полностью восстановлена».

## Описание
Картина «Вирсавия у фонтана» написана маслом по дереву (дуб); размеры 175 x 126 см. Вирсавия сидит у фонтана, её ноги и грудь обнажены. Левой рукой она опирается о небольшой фонтан, а правая рука опущена на левую ногу. Она улыбается и с любопытством смотрит на подошедшего к ней слугу-негритёнка, который принёс ей любовное письмо от царя Давида. Между посланником и адресатом письма находится оскалившаяся на пришельца собачонка, символизирующая в живописи ренессанса и барокко супружескую верность. Сзади, справа от Вирсавии стоит служанка, которая расчёсывает ей волосы. В левом верхнем углу можно заметить Давида, взирающего на сцену с балкона дворца.